# Hawker Hind
Hawker Hind – brytyjski dwumiejscowy lekki samolot bombowy z okresu dwudziestolecia międzywojennego.

## Historia
Hawker Hind powstał w 1934 roku w wytwórni Hawker Aircraft jako rozwinięcie konstrukcji i następca samolotu Hawker Hart, w odpowiedzi na wymagania Ministra Lotniczego G.7/34. W założeniu miał służyć jako tymczasowe uzupełnienie lotnictwa bombowego, do czasu otrzymania przez Royal Air Force nowoczesnych maszyn Fairey Battle i Bristol Blenheim. Prototyp został oblatany 12 września 1934 roku. Główną różnicą w stosunku do konstrukcji poprzednika było zastosowanie mocniejszego silnika, przebudowa kokpitu bombardiera oraz zastąpienie tylnej płozy przez kółko ogonowe.
Produkcja seryjna rozpoczęła się w 1935 roku. Pierwszymi jednostkami wyposażonymi w nowe samoloty były dywizjony RAF nr 21, 18 i 34. Do 1937 roku brytyjskie lotnictwo bombowe otrzymało 338 maszyn Hawker Hind, dalszych 114 trafiło do siedmiu dywizjonów pomocniczych (Auxiliary Air Force).
Podobnie jak Hawker Hart, także jego następca stał się przedmiotem eksportu. Niewielkie ilości maszyn, wyposażone w zależności od zamawiającego w różne jednostki napędowe, zostały zakupione przez siły zbrojne Afganistanu, Łotwy, Iranu, Irlandii, Jugosławii, Portugalii, Szwajcarii i Związku Południowej Afryki.
Od 1937 roku samoloty Hawker Hind były zastępowane w służbie liniowej przez nowsze konstrukcje. Wycofywane maszyny były przebudowywane do celów treningowych, dla szkolenia pilotów w lotach bez widoczności ziemi. W tej roli były również wykorzystywane przez Royal Canadian Air Force i Royal New Zealand Air Force.
Podczas II wojny światowej samoloty Hawker Hind zostały użyte bojowo przez South African Air Force w walkach przeciwko Włochom w Afryce Wschodniej, lotnictwo wojskowe Jugosławii przeciwko inwazji niemieckiej oraz siły irańskie w trakcie interwencji brytyjsko-radzieckiej w 1941 roku.

## Konstrukcja
Hawker Hind był dwumiejscowym dwupłatem o konstrukcji wykonanej z rurek stalowych i duraluminiowych i pokryciu częściowo metalowym, częściowo płóciennym. Napęd stanowił silnik rzędowy Rolls-Royce Kestrel V o mocy 640 hp. Podwozie samolotu było stałe, trójpodporowe z kółkiem ogonowym. Uzbrojenie składało się z jednego stałego, strzelającego do przodu karabinu maszynowego Vickers kal. 7,7 mm, jednego ruchomego karabinu maszynowego Lewis kal. 7,7 mm w tylnym kokpicie oraz 227 kg bomb lotniczych na podwieszeniach podskrzydłowych.